# EIT ICT Labs
Az EIT ICT Labs az Európai Innovációs és Technológiai Intézet (European Institute of Innovation and Technology - EIT) által az információs és kommunikációs technológia (Information and Communication Technologies - ICT) területén létrehozott tudás- és innovációs közösség (Knowledge and Innovation Community - KIC)

## Az EIT ICT Labs létrehozása
Az EIT az európai innováció ösztönzésének érdekében 2009-ben a klímaváltozás (Climate KIC), a fenntartható energiagazdálkodás (InnoEnergy), illetve a jövő információs és kommunikációs társadalma (EIT ICT Labs) területén pályázatot írt ki ún. tudás- és innovációs közösségek (KIC) létrehozására. E társulások a kutatás-fejlesztési és innovációs tevékenységet felsőoktatási intézmények, kutatási szervezetek, vállalkozások és más érdekelt intézmények együttműködésén, hálózatán keresztül fejtik ki.

## Az EIT ICT Labs célkitűzései
Az EIT ICT Labs modellül szolgál a többi már működő, és a jövőben induló KIC számára. Az EIT ICT Labs missziója az, hogy Európát a világ vezető innovátorai közé emelje az információs és kommunikációs technológiák terén (Information and Communication Technologies – ICT) az oktatás, kutatás és üzleti szféra szoros integrációjával. Ezt a missziót az úgynevezett innovációs paradoxon hívta életre: habár Európa erős az ICT kutatásokban, számos régióval szemben alulmarad a kutatási eredmények gyakorlatba ültetése, üzleti kiaknázása során. Ezért a közösség innovációs erőfeszítései nem korlátozódnak műszaki K+F tevékenységre, hanem az oktatás-kutatás-üzlet hármasságát figyelembe véve valósulnak meg.

## Az EIT ICT Labs működési területe
Az EIT ICT Labs úgy kívánja fokozni Európa innovativitását, hogy országokon átívelő programokkal és intézményekkel integrálja az eddig egymástól elszigetelten működő felsőoktatást, kutatást és vállalkozásfejlesztést. Az EIT ICT Labs célja, hogy olyan szakembereket képezzen, akik a technológiai és üzleti szaktudásukra támaszkodva, sikeresen tudják termőre fordítani az európai kutatóintézetekben létrehozott kutatási eredményeket.

### Oktatás
Az oktatás terén az EIT ICT Labs legfontosabb célja a vállalkozók új nemzedékének kinevelése, akik úttörők lesznek az európai ICT szektor kreativitásának és produktivitásának felpezsdítésében. Ez a generáció amellett, hogy kiváló technológiai szaktudással rendelkezik, menedzseri és vállalkozói ismeretei segítségével alkalmas arra, hogy a kutatási eredményeket vagy ötleteket üzletileg is sikeres termékekké alakítsa. Az oktatási program legfontosabb elemei a nyári táborok és a speciális, intenzív táborok, a nyílt laborok (Experience and Living Labs), az EIT ICT Labs mesterképzés és doktori képzés, valamint a szektorokon átívelő mobilitási programok (Cross-Sectoral Mobility Programs). Ezek a kezdeményezések egy integrált rendszer részeként mind azt a célt szolgálják, hogy a jelen hallgatói, azaz a jövő szakemberei és vállalkozói már az iskolapadban is testközelből megtapasztalhassák a technológiai és üzleti fejlesztés minden apró mozzanatát, és ezeket az értékes tapasztalatokat sikerrel alkalmazhassák majd a gyakorlati életben.
Az EIT ICT Labs mesterképzése egy kettős diplomát nyújtó program hét technikai szakiránnyal, valamint Innováció és Vállalkozás minorképzéssel. A kétéves képzést két ország két egyetemén végzik a hallgatók, nyolc európai állam tizenkilenc vezető egyeteme közül választva.
Az infokommunikációs technológiai innovációval foglalkozó EIT ICT Labs Doktori Iskola hallgatói a partneregyetemek doktori képzésén is rendelkeznek hallgatói jogviszonnyal. A képzési követelményeket teljesítő doktoranduszok a fogadó egyetem által nyújtott diplomán túl az EIT ICT Labs Doktori Iskola bizonyítványát is átvehetik.

### Üzlet
Az EIT ICT Labs az elméleti innovációk „életre keltésében” lehetőséget kíván biztosítani az új vállalkozói nemzedék és az egyetemek, kutatóintézetek szakértői előtt az Innovációs Radar (Innovation Radar) nevű kezdeményezésével. Ennek központi eleme egy vállalkozókat támogató rendszer (Entrepreneur Support System), azaz egy üzleti, technológiai és oktatási szakértőkből álló virtuális hálózat. Emellett az Innovációs Radar mélyreható tanulmányok publikálásával, üzleti lehetőségek bemutatásával, fejlesztési irányok kijelölésével kívánja segíteni a jövő vállalkozóit az új lehetőségek kiaknázásában. Az üzleti tevékenységek területén két csoport különíthető el, ezek az „Új üzlet indítása” (New Business Creation) és a „Létező szervezeten belüli innováció” (Innovation in Established Companies).

### Kutatás
Az EIT ICT Labs kutatási tevékenysége szorosan összekapcsolódik az oktatással és üzleti/kutatási eredmények kijelölésével, az Innovációs Radarral. A kutatás terén az EIT ICT Labs célja, hogy magasan képzett egyének és multidiszciplináris kutatócsoportok olyan világszinten is áttörő eredményeket tudjanak létrehozni, amelyek üzletileg is sikeres termékekké vagy szolgáltatásokká konvertálhatóak. Ebből következőleg nagy hangsúlyt kap a kutatási tevékenységbe való bevonás az oktatási programok, így a különböző táborok és az MSc képzések során, emellett kiemelt fontosságú a „test bed-ek” és a szimulációk intenzívebb alkalmazása a kutatási projektekben.

## Az EIT ICT Labs tagjai és szervezeti felépítése
Az EIT ICT Labs struktúrájának legfelsőbb szintű szakmai központjai a nemzeti csomópontok, azaz a „node-ok” (egyetemek, kutatóintézetek és ICT vállalatok lokális hálózata, konzorciuma) és az általuk működtetett „co-location centre"-ek, amelyek egy helyen integrálják a node tagjainak oktatási, üzleti és kutatási tevékenységeit, megvalósítják az EIT ICT Labs célkitűzéseit és programjait. Jelenleg hét teljes jogú node, azaz Berlin, Eindhoven, Helsinki, London, Párizs, Trento és Stockholm az EIT ICT Labs tagja. Valamennyi helyszín co-location centre-ként is funkcionál. A hét teljes jogú csomópont mellett Madrid és Budapest társult tagjai a szervezetnek (EIT ICT Labs Budapest Associate Partner Group), emellett az EIT ICT Labs egy brüsszeli irodát is működtet.
A konzorcium számtalan, világszinten is meghatározó egyetemet, kutatóintézetet és vállalatot tömörít. A fő partnerek a következők: Aalto University, Alcatel-Lucent, CWI Amsterdam, Cisco Systems, GE Health Care, Telekom Innovation Laboratories, German Research Center for Artificial Intelligence, Ericsson, Fraunhofer Institute, SAP, Philips, Novay Research Institute, Nokia, NIRICT – Netherlands Institue for Research on ICT, Royal Institute of Technology, Institut Mines-Télécom, INRIA, Orange, SICS – Swedish Institute of Computer Science, Siemens, Telecom Italia, TNO, TU Berlin, Université Paris Sud, Sorbonne Université  és VTT – Technical Research Centre of Finland.

## Az EIT ICT Labs K+F és innovációs tevékenysége
Az EIT ICT Labs innovációs tevékenységének keretrendszere a „Catalyst – Carrier Model”. A modell működésének lényege a következő: az EIT ICT Labs oktatási, üzleti és kutatási területeken olyan tevékenységeket jelöl ki és finanszíroz, amelyek katalizátorként képesek beindítani és megsokszorozni a tagoknál folytatott „hordozó” projektek értékét. Minden katalizátornál fő elvárás, hogy egy jól specifikált innovációt hozzon létre a három fő terület, azaz az üzlet, az oktatás vagy a kutatás terén. Egy példával élve, az oktatási katalizátorok egyike intenzív vállalkozási (entrepreneurship) programok kifejlesztésére fókuszál azzal a céllal, hogy a hallgatókat képessé tegyék elméleti eredmények üzleti megvalósítására. Az EIT ICT Labs a tagoknál jelenleg futó vagy a jövőben elinduló oktatási programok fejlesztését (carrier – hordozó program) szakmailag segítve és a fejlesztést finanszírozva (catalyst – katalizátor) hoz létre olyan vállalkozási (entrepreneurship) képzéseket, amik alkalmasak a vállalkozó szemléletű hallgatók világszínvonalú képzésére.
Az EIT ICT Labs K+F és Innovációs tevékenysége egyszerre érinti az oktatást, az üzletet, és a kutatást. Erőfeszítései a mesterképzések és a doktori iskolák mellett 8 tematikus csoportba rendezhetőek (action line): 
1. Kiber-fizikai rendszerek (Cyber-Physical Systems)
2. A jövő felhője (Future Cloud)
3. A jövő hálózati megoldásai (Future Networking Solutions)
4. Egészség és jólét (Health & Wellbeing)
5. Adatvédelem, biztonság és bizalom (Privacy, Security & Trust)
6. Okos energetikai rendszerek (Smart Energy Systems)
7. Okos életterek (Smart Spaces)
8. Városi élet és mobilitás (Urban Life and Mobility)

Az EIT ICT Labs ezeken a területeken támogatja új, gyakorlati jelentőségű, üzletileg is sikeres innovációk létrehozását.

## Az EIT ICT Labs kapcsolatépítési programja
Az EIT ICT Labs kapcsolatépítési programjának (Outreach Programme) célja az EIT ICT Labs hálózatához közvetlenül nem társult uniós tagállamokkal való eredményes partnerségek kialakítása. Az EIT ICT Labs mobilitási programmal segíti a célországokban élő kutatókat, oktatókat és hallgatókat abban, hogy nemzetközi EIT ICT Labs projektekhez csatlakozzanak. A tehetséges hallgatókat ösztöndíjprogramok is támogatják annak érdekében, hogy részt vehessenek az EIT ICT Labs mesterképzésén. A kapcsolatépítési program további célja a helyi startup vállalkozások fellendítése azáltal, hogy bevonja őket az EIT ICT Labs tevékenységéhez kapcsolódó innovációs programokba és versenyekbe.

## Külső hivatkozások
1. VG Online: Hat új KIC-társulást tervez az EIT,[halott link] 2012. 12. 19
2. Az EU intézményei és egyéb szervei: Ügynökségek és decentralizált szervek: EIT
3. EIT Awareness Day - 2012. december 11., Budapest[halott link]